# Lola Montes (zarzuela)
Lola Montes es una zarzuela en un acto y tres cuadros con música de Amadeo Vives y libreto de Fiacro Iraizoz, estrenada en el Teatro de la Zarzuela de Madrid el 11 de junio de 1902, y en Barcelona, en el Teatro Eldorado, el 30 de octubre del mismo año.

## Contexto
El personaje protagonista tomó el nombre de la bailarina irlandesa Marie Dolores Eliza Rosanna Gilbert (1821-1861), condesa de Landsfeld, conocida como Lola Montes o Lola Montez, una bailarina de las llamadas exóticas, que había llegado a la corte del rey Luis I de Baviera haciéndose pasar por sevillana. En la corte bávara fue cortesana y amante del rey, quien la nombró Condesa de Landsfeld. En la zarzuela se trata de una bailarina española, sevillana también, pero en un reino ficticio. La fama de la verdadera Lola Montes no había sido eclipsada todavía a finales del siglo XIX, a pesar de que la bailarina había muerto en Brooklyn (Nueva York) en 1861. De hecho, poco tiempo antes del estreno de la zarzuela de Amadeo Vives, los periódicos seguían hablando de ella, manteniendo el hecho de que probablemente no era española, sino hija de un español.
La zarzuela, presentada por la prensa como zarzuela histórica, fue estrenada por la compañía lírica de José Moncayo y Salvador Videgain, con decorados de Amalio Fernández y vestuario de Gambardela.
No tuvo éxito en su estreno y la crítica no fue unánime. Por ejemplo, el diario El Correo Español dijo: «la representación de la nueva zarzuela produjo a ratos gran fatiga y cansancio entre el público y duró cerca de una hora y media. La música tampoco tiene nada de notable ni de original, y sólo consiguió entusiasmar la claque», mientras que La Correspondencia de España dijo que «la música de Vives es un modelo de elegancia y delicadeza». Sin embargo, la obra se representó en el Teatro de la Zarzuela a lo largo de los meses siguientes, con la excepción de agosto, cuando el teatro permaneció cerrado, hasta finales de enero de 1903. El día 3 de noviembre se celebró la representación número 100 en el Teatro de la Zarzuela, en beneficio de los autores.
El libreto de la zarzuela fue editado por la Imprenta R. Velasco en Madrid en 1902. En la Biblioteca de Cataluña se conserva una reducción para voz y piano de la partitura, editada por Casa Dotesio.

## Personajes
| papel                                                                                      | tesitura     | Intérpretes del estreno 11 de junio de 1902 (dir: -) |
| ------------------------------------------------------------------------------------------ | ------------ | ---------------------------------------------------- |
| Lola Montes                                                                                | soprano      | Felisa Lázaro                                        |
| la Duquesa                                                                                 | mezzosoprano | Nieves González                                      |
| dama primera                                                                               |              | Antonia Espinosa                                     |
| dama segunda                                                                               |              | Dolores González                                     |
| dama tercera                                                                               |              | Martínez                                             |
| el General                                                                                 |              | Valentín González                                    |
| un diplomático                                                                             | barítono     | José Sigler                                          |
| Don Florentino                                                                             |              | Emilio Orejón                                        |
| Leonardi                                                                                   |              | José Moncayo                                         |
| el Presidente                                                                              |              | Manuel Rodríguez                                     |
| El Intendente                                                                              |              | José Mariner                                         |
| Consejero de Marina                                                                        |              | Salvador Rubio                                       |
| Lord Wilshon                                                                               |              | Pablo Arana                                          |
| el Marqués                                                                                 |              | Emilio Stern                                         |
| el Vizconde                                                                                |              | José Galerón                                         |
| el Barón                                                                                   |              | Francisco Mora                                       |
| Ayudante del General                                                                       |              | Balbás                                               |
| Oficial                                                                                    |              | Vitoria                                              |
| un camarero                                                                                |              | Sánchez                                              |
| un mayordomo                                                                               |              | Ruiz                                                 |
| Damas, cortesanos, cosacos, españolas, hombres del pueblo, corazón general y banda militar |              |                                                      |

## Argumento[12]
Lugar: Corte extranjera
Época: 1841

### Acto único

#### Cuadro I
Sala del palacio, antecámara real. 
La corte, la Duquesa y sus damas comentan la enfermedad del Rey. Nadie sabe qué es lo que tiene el monarca. Llega el General Consejero de la Guerra, convencido republicano, y les cuenta a todos qué opinan los doctores: el Rey sufre de edad y viudedad, y el que el monarca necesita es una favorita para su corazón. La Duquesa se muestra favorable al remedio propuesto por los médicos y pregunta al General quien será la dama elegida para ser la nueva favorita del Rey. El General no quiere responder, se trata de un secreto de Estado. 
Llega el Presidente del Consejo con sus acompañantes, a fin de celebrar un Consejo Extraordinario en el que decidirán quién será la dama en cuestión. Marchan las damas y ríe el General, sabiendo que piensa proponer a la famosísima bailarina española Lola Montes como favorita. Se reúne a los consejeros y el General les explica la situación y la recomendación de los médicos, añadiendo que él piensa en Lola Montes como la mejor candidata, describiendo sus virtudes. El Consejo acepta por unanimidad la propuesta del General, mientras que este se ilusiona pensando en conquistar la bailarina a espaldas del monarca. 

#### Cuadro II
Gran terraza en el jardín del Hotel Imperial. 
La gente habla de la llegada de la bailarina. Entre ellos se encuentran Leonardi, un italiano, y Lord Wilshon, un inglés. Llega Lola, llevando un elegante traje de paseo, seguida de un lacayo. Todos la saludan con alegría, y ella les cuenta que es sevillana, que nació en un jardín cerca del Guadalquivir. Después narra sus viajes por toda Europa, por Francia, Alemania e Inglaterra, pero que en ninguna parte ha encontrado la felicidad. El Vizconde y el Lord intentan entonces conquistarla con dinero, pero ella les responde que lo que ella busca es admiración, que la deseen... y sobre todo ser la envidia de las mujeres. Marcha con el lacayo dentro del hotel, y tras ella entran estos cuatro hombres en el hotel. 
Sale Leonardi del hotel y conversa con Florentino, que dice conocer a Lola Montes, pero en voz baja reconoce que no. Se une a la conversación el Diplomático, el cual también quiere conocer la bailarina, y marcha enseguida. El General también quiere tener una cita con Lola Montes. Entra en el hotel y dentro encuentra a la bailarina y el Diplomático. Ni uno ni otro quieren marchar y ambos quieren quedar a solas con Lola, y le expresan sus anhelos privadamente. Marchan por fin los dos hombres. Entra Leonardi y explica a Lola que hay un hombre que la conoce, en referencia a Florentino, y eso parece preocupar la bailarina. Entra este, y efectivamente conoce a Lola, pero no como Lola, sino por su auténtico nombre. Lola le pide que no la descubra, que ella no era la culpable, sino que al ver que la confundían con la otra bailarina, la auténtica Lola, ha dejado que la broma continúe. Lola le promete dinero si la ayuda y Florentino acepta. 

#### Cuadro III
Gran salón en el palacio. 
El General abre el cuadro dando la bienvenida a unas bailarinas. Bailan con los militares. Al terminar el baile entra Lola, vestida de manola, acompañada de Florentino, que dice ser el secretario de la bailarina. Entre las conversaciones, el General y Lola discuten. Él ya no quiere que ella entre a ver al Rey, la quiere para él. Sus palabras animan a la bailarina, que ve en él al hombre que quisiera tener, pero piensa que el Rey será una barrera entre ellos. El General le dice que él hará caer al Rey si así le conviene hacerlo, justo cuando un ayudante del General entra para decirle que todo está listo. Sale el General. 
Llega Florentino con un diario que muestra a Lola. En el diario se explica el escándalo que la auténtica Lola ha provocado en Múnich. Si leen esto en la corte, verán que ella no puede ser Lola Montes y todo es de descubrirá. Deciden huir, pese a no tener dinero para hacerlo. Marcha Lola cuando llega el Lord, que ofrece dinero a Florentino, como secretario, para llevarse a la mujer que él piensa que es Lola Montes, y Florentino acepta el dinero con la condición de que huirán los tres, y se van todos. 
Se oye una música revolucionaria, pasan por el escenario el Presidente del Consejo, el Intendente y el Marinero, y salen de nuevo. Entre muchas voces y mucha gente, acaba apareciendo el General con su ayudante. Él acaba de proclamar la República, pero se da cuenta entonces que Lola ha huido. La obra termina con proclamas al pueblo soberano.